# Arthur Gäbelein
Arthur Gäbelein (Mansfeld, 29 marzo 1893 – 4 settembre 1964) è stato un calciatore tedesco, di ruolo attaccante.